# Llagost-pedra d'Ancosa
El llagost-pedra d'Ancosa (Prionotropis ancosae) és una espècie d'ortòpter celífer de la família Pamphagidae autòctona de la Plana d'Ancosa, a Catalunya. Els primers exemplars van ser descoberts l'any 2014 i durant el primer trimestre de 2017 va ser ratificada com a nova espècie.

## Descripció
Pel que fa als mascles, es caracteritzen per un protòrax estret en vista dorsal i amb el solc transversal clarament incisiu en vista lateral. Els lòbuls del mesotòrax ventral tenen una amplada equivalent a la llargada i amplada que l'espai intermedi de la mateixa zona. El seu tecte s'estén fins pràcticament al final de l'abdomen i té unes tíbies posteriors amb files dobles de diverses espines fortes i un parell d'esperons més grans a cada costat. Pel que fa al sistema reproductiu, té un ancoratge llarg i punxegut amb una vàlvula del penis llarga.
Les femelles són, en canvi, semblants als mascles però molt més grans i rudes. El solc transversal del seu protòrax és fort i ample, amb forma de V. A diferència dels mascles, el seu tecte s'allarga fins al segon segment abdominal i, en vista lateral, presenta espines abdominals en tan sols 1/5 de tot el tergum —amb espines suplementàries als marges laterals. L'aparell reproductiu destaca per les vàlvules de l'oviscapte penjants i amb puntes negres lleugerament corbades, a més a més d'una placa subgenital rectangular amb un lòbul triangular al mig.

## Hàbitat i grau d'amenaça
L'àrea de distribució geogràfica del llagost-pedra d'Ancosa es extremadament restringida, per la qual cosa es proposa com a espècie amenaçada: es troba únicament a la Plana d'Ancosa, un altiplà rocallós, estepari i aïllat de pedra calcària situat l'extrem meridional de la comarca de l'Anoia, molt a prop de l'Alt Camp i l'Alt Penedès i amb una presència abundant de farigola. Aquest espai, tanmateix, està protegit segons el Pla d'Espais d'Interès Natural (PEIN) de la Generalitat de Catalunya.
El seu hàbitat es distribueix —en comparació amb altres espècies de llagostes— entre les poblacions de Prionotropis flexuosa a la península Ibèrica i les de Prionotropis rhodanica a la Camarga (Delta del Roine). La ubicació aïllada del llagost-pedra d'Ancosa representa la distribució més oriental d'aquest gènere a la Península Ibèrica.

## Descobriment
Els naturalistes Xavier Bayer i Francesc Guasch van notificar l'any 2014 la presència del que inicialment es creia que eren exemplars del llagost-pedra de timoneda (Prionotropis flexuosa), del qual només se'n té constància a la timoneda d'Alfés, al Segrià. Les posteriors inspeccions a la zona dels tècnics del Servei de Fauna i Flora i de membres del Cos d'Agents Rurals, que van realitzar diversos exàmens als individus que van trobar els anys successius, van determinar finalment que es tractava d'una espècie diferent a P. flexuosa.